# Quai des Grésillons
Le quai des Grésillons est un quai qui borde la Seine à Gennevilliers, dans les Hauts-de-Seine, en France.

## Origine du nom
Comme celui de l'avenue des Grésillons, son nom provient d'un ancien lieu-dit, « les Grésillons », anciennement « les Grésiens », mentionné au Moyen Âge, où se trouvait une remise de chasse, visible sur la carte des Chasses du Roi.

## Historique
Cet endroit était un ancien chemin de halage sur la Seine, où s'installèrent dès la fin du XIXe siècle de nombreuses entreprises, attirées par la proximité du fleuve qui facilitait le transport de marchandises. La presqu’île de Gennevilliers où elle se trouve étant située à une altitude très peu élevée, ses berges sont en très grande partie artificielles, probablement renforcées ou créées au XVIIIe siècle.

## Bâtiments remarquables et lieux de mémoire
- Parc d'Activités des Grésillons, où se trouve notamment l'entreprise CAMECA.
- Semoulerie de Bellevue.
- Projet en cours Jeuneville, quartier vertical imaginé par les architectes Jean Nouvel et Samuel Nageotte[4],[5],[6].
- Ouvrage de service Les Caboeufs, destiné à la ligne 15 du métro de Paris[7],[8]. Le choix de cet endroit provient de l'accès aisé à la bordure de la Seine afin d'assurer l'évacuation des déblais par barges